# Magas de Cirene
Magas foi um filho de Berenice I e enteado de Ptolemeu I Sóter. Ele reprimiu uma rebelião de Cirene (Cirenaica) durante o reinado do seu padrasto e, quando seu meio-irmão Ptolemeu II Filadelfo era o faraó, se rebelou contra o Egito.

## Família
Sua mãe, Berenice I, foi casada com um nobre macedônio chamado Filipe, com quem teve pelo menos dois filhos, Magas, e Antígona. Alguns historiadores modernos especulam que a princesa egípcia Texena, esposa de Agátocles, tirano de Siracusa, poderia ser filha de Filipe e Berenice. Os pais de Berenice I se chamavam Magas e Antígona; sua mãe era parente de Antípatro.
Quando Ptolomeu I Sóter se casou com Eurídice, filha de Antípatro, Berenice foi junto com Eurídice para o Egipto. Enquanto Ptolomeu I Sóter estava casado com Eurídice, ele tomou Berenice como concubina.
Ptolomeu I Sóter e Berenice tiveram três filhos, Ptolomeu II Filadelfos, Arsínoe II e Filotera.

## Governador de Cirene
Após a morte de Antígono Monoftalmo, Ptolemeu I Sóter reconquistou a Síria e Chipre, e restaurou Pirro ao seu reino, porém Cirene se rebelou. No quinto ano da rebelião, Magas foi enviado, e reconquistou Cirene.
Por influência de Berenice, Magas tornou-se o governador de Cirene.
Magas se casou com Apama, filha de Antíoco I Sóter  e Estratonice.

## Rei de Cirene
Após a morte de Ptolemeu I Sóter, quando seu filho Ptolemeu II Filadelfo se tornou o faraó, Magas se rebelou contra o meio-irmão, e atacou o Egito, porém teve que recuar, pois os nômades líbios (marmaridae) haviam se revoltado. Ptolemeu II também não conseguiu atacar Cirene, pois seus mercenários, 4 mil gauleses, tinham planejado tomar o Egito; eles foram isolados em uma ilha no Rio Nilo e deixados para morrer se matando ou de fome.
Magas convenceu seu sogro, Antíoco I Sóter, a romper o acordo que havia sido feito entre Seleuco I Nicátor, pai de Antíoco, e Ptolemeu I Sóter, pai de Ptolemeu II, e atacar o Egito. Porém Ptolemeu II atacou os súditos de Antíoco, de forma que Antíoco não conseguiu atacar o Egito.

## Sucessão
Ele teve uma filha, Berenice, que se casou com Ptolemeu III Evérgeta. Segundo Juniano Justino, a mãe de Berenice se chamava Arsínoe, a identidade entre Apama e Arsínoe foi confirmada pelos Papiros de Oxirrinco.